# Нидерёнц
Нидерёнц (нем. Niederönz) — коммуна в Швейцарии, в кантоне Берн.
Входит в состав округа Ванген. Население составляет 1442 человека (на 31 декабря 2006 года). Официальный код — 0982.